# Kirk unter Anklage
Kirk unter Anklage (Originaltitel: Court Martial) ist die nach Ausstrahlungsreihenfolge 20. bzw. nach Produktionsreihenfolge 14. Episode der ersten Staffel der Science-Fiction-Fernsehserie Raumschiff Enterprise. Sie wurde in englischer Sprache erstmals am 2. Februar 1967 bei NBC ausgestrahlt. In Deutschland war sie zum ersten Mal am 10. Juni 1972 in einer synchronisierten Fassung im ZDF zu sehen.

## Handlung
Im Jahr 2267 bei Sternzeit 2947,3 fliegt die Enterprise für Reparaturen Sternenbasis 11 an, nachdem das Schiff durch einen Ionen-Sturm schwere Schäden erlitten und ihren Computeroffizier Benjamin Finney verloren hat. Dort wird Captain Kirk mit Finneys Tochter Jame konfrontiert, die ihn als Mörder bezeichnet. Stationskommandant Stone hat Zweifel an der Richtigkeit von Kirks Bericht über die Umstände von Finneys Tod. Finney befand sich in einem Ionenschirm, der während des Sturms abgesprengt werden musste. Entgegen dem Bericht zeigen die Computeraufzeichnungen, dass Kirk die Absprengung zu früh veranlasste und Finney somit keine Gelegenheit zum Verlassen des Schirms blieb. Stone ordnet daher eine Anhörung an, die entscheiden soll, ob Kirk vors Kriegsgericht gestellt wird.
Gemeinsam mit Schiffsarzt McCoy besucht Kirk daraufhin die Bar von Sternenbasis 11. Dort trifft er mehrere alte Freunde von der Akademie, die jedoch aufgrund des Vorfalls seine Gesellschaft auffällig meiden. Bei der nun folgenden Anhörung durch Stone erläutert Kirk seine Beziehung zu Finney: Beide kannten sich bereits seit der Akademie und dienten später gemeinsam auf dem Raumschiff Republic. Dort versäumte Finney einmal, einen Regelkreis eines Atomreaktors zu schließen, was beinahe zur Zerstörung des Schiffs geführt hätte. Kirk musste diesen Vorfall melden, was dazu führte, dass Finney von der Beförderung zurückgestellt wurde. Später wurde Finney auf der Enterprise Computeroffizier unter Kirks Kommando. Zum Zeitpunkt des Sturms erledigte Finney Routinedienst im Ionenschirm, für den er eingeteilt war. Als der Sturm heftiger wurde, gab Kirk zunächst gelben Alarm. Anschließend erfolgte eine Durchsage, die Finney zum Verlassen des Schirms aufforderte. Schließlich wechselte Kirk auf roten Alarm und sprengte den Ionenschirm ab. Nach diesen Ausführungen konfrontiert Stone Kirk mit Logbucheinträgen, die belegen, dass der Ionenschirm bereits bei gelbem Alarm abgeworfen wurde. Kirk kann sich das nicht erklären. Stone will ein Gerichtsverfahren gegen einen Captain vermeiden, da das dem Ansehen der Flotte schaden würde, und bietet Kirk daher eine Versetzung auf einen Schreibtischposten an. Kirk jedoch lehnt es ab, den Vorfall einfach unter den Teppich zu kehren, und besteht auf einer Verhandlung.
Kirk trifft sich nun mit seiner alten Freundin Areel Shaw, die in der juristischen Abteilung der Sternenflotte arbeitet, und bittet sie, seine Verteidigung zu übernehmen. Shaw muss ihm mit Bedauern erklären, dass sie bereits als seine Anklägerin eingesetzt wurde. Als Verteidiger empfiehlt sie den unkonventionellen Samuel T. Cogley, der sich sogleich mit hunderten altmodischen Büchern in Kirks temporärer Unterkunft einquartiert.
Etwas später beginnt das Gerichtsverfahren unter dem Vorsitz von Stone. Als Richter stehen ihm die Captains Krasnovsky, Lindstrom und Chandra zur Seite. Die Anklage beginnt mit der Befragung von Zeugen. Als erstes sagt der erste Offizier Spock aus. Er sagt aus, dass er keine Fehlfunktion des Computers feststellen konnte. Dennoch geht er davon aus, dass die Aufzeichnungen nicht richtig sein können. Nach dem Einwand, dass er nur spekuliere, verweist er auf seine Abstammung. Als Halb-Vulkanier betrachtet er alles streng logisch und ein Verhalten, wie es die Computeraufzeichnungen nahelegen, würde seiner Einschätzung nach einfach Captain Kirks Natur widersprechen. Die zweite Zeugin ist die Personaloffizierin der Enterprise, die den Vorfall an Bord der Republic bestätigt. Anschließend wird McCoy befragt. Shaw bittet ihn um eine Einschätzung, ob der Hass, den Finney nach diesem Vorfall gegenüber Kirk empfand, einen Gegenhass hätte auslösen können. McCoy glaubt nicht, dass das bei Kirk der Fall sei, kann es aber nicht völlig ausschließen. Cogley verzichtet auf ein Kreuzverhör und lässt stattdessen Kirk in den Zeugenstand treten. Nach einer Aufzählung seiner Verdienste lässt er ihn noch einmal seine Version der Geschehnisse schildern. Anschließend führt Shaw eine Videoaufzeichnung vor, die eindeutig zeigt, dass Kirk den Ionenschirm bereits bei gelbem Alarm absprengte.
Nach einer Unterbrechung grübelt Cogley über eine Lösung. Spock führt eine erneute Analyse der Computersysteme der Enterprise durch, findet aber keine Hinweise auf eine Fehlfunktion. Kirk erhält unerwarteten Besuch von Jame, die sich für ihr Verhalten entschuldigt und ihn nun bittet, doch die Versetzung anzunehmen. Erst nach der Lektüre alter Briefe sei ihr klar geworden, wie eng befreundet Kirk und ihr Vater früher waren. An Bord der Enterprise macht Spock unterdessen eine interessante Entdeckung: Er besiegt den Schiffscomputer mehrfach im 3D-Schach. Da er ihn selbst dafür programmiert hat, sollte für Spock aber maximal ein Remis möglich sein. Als Cogley davon erfährt, verlangt er umgehend vom Gericht, dass Kirk sein Recht auf die Gegenüberstellung mit dem Hauptbelastungszeugen zu gewähren sei. In diesem Fall sei dies der Computer der Enterprise. Die Verhandlung soll dafür an Bord des Schiffs fortgesetzt werden.
Spock wiederholt seine Erkenntnisse vor dem Gericht und Cogley äußert die Vermutung, jemand habe die Speicherbänke des Bordcomputers manipuliert. Dazu waren nur Kirk, Spock und Finney in der Lage. Cogley ist nun der Überzeugung, dass Finney gar nicht tot ist, sondern sich vor der Absprengung des Ionenschirms irgendwo auf dem Schiff versteckt hat. Um diese Theorie zu beweisen, schlägt er ein Experiment vor. Alles nicht benötigte Personal verlässt die Enterprise. Anschließend werden die Herzschläge aller noch anwesenden Personen über einen Lautsprecher ausgegeben. McCoy dämpft nun nacheinander mittels eines Geräts die Herzschläge aller Personen, doch am Ende bleibt ein Geräusch übrig.
Das Geräusch kann in der Nähe des Maschinenraums verortet werden. Kirk lässt den Bereich abriegeln und begibt sich dorthin. Tatsächlich trifft er hier auf Finney. Der wirft Kirk vor, er und die Flotte hätten sich gegen ihn verschworen und die Enterprise hätte eigentlich sein Schiff werden sollen. Nun soll Kirk gemeinsam mit seinem Schiff untergehen, denn Finney hat die Antriebsenergie lahmgelegt und das Schiff droht auf den Planeten mit der Sternenbasis abzustürzen. Es kommt zum Kampf zwischen Kirk und Finney, aber erst als Kirk Finney offenbart, dass sich auch seine Tochter Jame an Bord befindet, kann er die Oberhand gewinnen. Jetzt kann Kirk den Antrieb wieder zum Laufen bringen. Das Verfahren gegen ihn wird eingestellt. Als er sich später von Shaw verabschiedet, teilt sie ihm mit, dass Finney nun seinen eigenen Prozess bekommt und Cogley seine Verteidigung übernehmen wird.

## Besonderheiten

### Verbindungen zu anderen Star-Trek-Produktionen
Einige Elemente aus dieser Folge wurden in späteren Star-Trek-Produktionen wieder aufgegriffen:
- In Kirk unter Anklage wird erstmals erwähnt, dass die Enterprise ein Raumschiff der Sternenflotte ist. In der unmittelbar zuvor ausgestrahlten Folge Morgen ist Gestern wurde sie von Kirk noch als ein Schiff der „United Earth Space Probe Agency“ (UESPA) bezeichnet.
- Der Planet Axanar, der hier nur kurz erwähnt wird, wurde später in der Raumschiff-Enterprise-Folge Wen die Götter zerstören erneut aufgegriffen. In Folge 1.03 (Freund oder Feind) der Serie Star Trek: Enterprise von 2001 wurde erstmals ein Bewohner dieses Planeten gezeigt.
- In Folge 6.13 (Jenseits der Sterne) von Star Trek: Deep Space Nine aus dem Jahr 1998 kommt eine Geschichte mit dem Titel Court Martial vor. Als Autor wird Samuel T. Cogley angegeben. Zudem findet sich das Bild von Sternenbasis 11 auf dem zugehörigen Heft-Cover wieder.
- Im Film Star Trek von 2009, der in einer alternativen Zeitlinie spielt, muss sich Kadett James T. Kirk einer Anhörung stellen, die einige Anspielungen auf die Folge Kirk unter Anklage aufweist. Unter den anwesenden Personen befindet sich eine Alice Rawling, die nach der Darstellerin von Jame Finney benannt ist. Eine weitere Person heißt Nensi Chandra. Hier ist nicht ganz klar, ob lediglich eine Hommage vorliegt oder ob es sich um den gleichen Chandra wie in Kirk unter Anklage handeln soll.

### Besonderheiten der deutschen Synchronfassung
Die deutsche Synchronisation weist einige Fehler und Besonderheiten auf. So wurden etwa die Dienstgrade mehrerer Offiziere gegenüber dem englischen Original verändert. Benjamin Finney wurde in der deutschen Version von der Beförderungsliste gestrichen, obwohl er im Original nur zurückgestuft wurde. Seine Tochter Jame (gesprochen: „Jamie“) wird in der deutschen Version „Jane“ genannt. Die im Original namenlose Personaloffizierin der Enterprise erhält im Deutschen den Namen „Wang-Lo“.

## Produktion

### Drehbuch
Der ursprüngliche Drehbuchentwurf wurde von Don Mankiewicz auf Wunsch von Gene Roddenberry verfasst. Dieser Entwurf musste stark überarbeitet werden, was Story-Editor Steven W. Carabatsos übernahm, da Mankiewicz nicht mehr zur Verfügung stand.

### Darsteller
Percy Rodriguez war der erste und einzige schwarze Schauspieler, der in Raumschiff Enterprise einen kommandierenden Offizier spielte.
Elisha Cook hatte große Schwierigkeiten, sich seinen Text zu merken. Seine Rede vor dem Gericht wurde daher im Schnitt aus verschiedenen Aufnahmen zusammengesetzt.

### Kulissen
Ursprünglich war geplant, die Folge kostengünstig auf nur einem Set spielen zu lassen. Letztendlich wurden aber vier neue Sets gebaut: Stones Büro, die Bar, Kirks Quartier auf Sternenbasis 11 und der Gerichtssaal.
Der Zwei-Personen-Transporter in Stones Büro wurde später in der Folge Kennen Sie Tribbles? wiederverwendet.

### Kostüme
In Produktionsreihenfolge ist dies die erste Folge, in der die Galauniformen der Sternenflotte zu sehen sind. Zudem ist in dieser Folge zum einzigen Mal eine Frauenvariante der Galauniform zu sehen.
Warum Stone und Krasnovsky als kommandierende Offiziere nicht die grüngelbe Uniform der Kommandoabteilung, sondern die rote Uniform der Abteilungen Sicherheit und Technik bzw. die blaue Uniform der Abteilungen Medizin und Wissenschaft tragen, wird nicht näher erklärt.
Das Hemd des Barkeepers auf Sternenbasis 11 wurde für den Barkeeper auf Raumstation K-7 in der Folge Kennen Sie Tribbles? wiederverwendet.

### Fehler
Beim finalen Kampf zwischen Kirk und Finney im Maschinenraum der Enterprise ist in mehreren Einstellungen sehr deutlich zu erkennen, dass hier nicht die beiden Schauspieler William Shatner und Richard Webb miteinander kämpfen, sondern ihre Stuntdoubles Chuck Clow und Troy Melton.

## Adaptionen
James Blish schrieb eine Textfassung von Kirk unter Anklage, die auf Englisch erstmals 1968 in der Geschichtensammlung Star Trek 2 erschien. Die deutsche Übersetzung erschien 1972.

## Rezeption
Charlie Jane Anders führte Kirk unter Anklage 2014 auf gizmodo.com in einer Liste der 100 besten bis dahin ausgestrahlten Star-Trek-Folgen auf Platz 89.
Sven Harvey zählte Kirk unter Anklage 2015 auf der Website Den of Geek als eine der 25 besten Folgen der beiden Serien Raumschiff Enterprise und Die Enterprise.
Christian Blauvelt listete Kirk unter Anklage 2022 auf hollywood.com in einem Ranking aller 79 Raumschiff-Enterprise-Folgen auf Platz 30.

## Parodien und Anspielungen
Kirks Ausspruch „But that's not the way it happened“ nach der Konfrontation mit der vermeintlichen Videoaufzeichnung der Enterprise wurde 1993 in dem Film Cannibal! The Musical parodiert.
In der Folge Embracing the Winds der Fanserie Star Trek Continues von 2016 ist eine Kulisse dem Gerichtssaal aus Kirk unter Anklage nachempfunden.